# Stictoptera signiferella
Stictoptera signiferella är en fjärilsart som beskrevs av Embrik Strand 1917. Stictoptera signiferella ingår i släktet Stictoptera och familjen nattflyn. Inga underarter finns listade i Catalogue of Life.